# Léone Nogarède
Léone Nogarède (* 10. Februar 1926 in Beuvry) ist eine französische Schauspielerin und Kunstkritikerin.

## Leben
Léone Nogarède wurde 1926 in Beuvry im Département Pas-de-Calais geboren. Sie begann ihre Laufbahn als Schauspielerin in den 1940er-Jahren am École nationale supérieure des arts et techniques du théâtre (ENSATT), wo sie unter anderem mit Maurice Ronet zusammenarbeitete. 1947 trat Nogarède gemeinsam mit Jean Vilar beim ersten stattfindenden Festival von Avignon in der Rolle der Königin in William Shakespeares Richard II. auf. In den Jahren 1948 und 1949 trat sie gemeinsam mit Vilar ebenfalls beim Festival auf. 1948 und 1950 war Léone Nogarède in Nebenrollen in den Filmen Le Destin exécrable de Guillemette Babin und Cartouche, roi de Paris zu sehen.
In den 1950er-Jahren trat Nogarède unter dem Pseudonym Léone Laisner an verschiedenen Theatern in Paris auf. Beim ersten Festival d'Anjou im Département Maine-et-Loire 1950 spielte sie gemeinsam mit Maria Casarès unter der Leitung von Albert Camus, der zugleich Veranstalter des Festivals war. 1956 beendete Nogarède ihre Karriere aufgrund einer schweren Erkrankung.
Sie war seit 1946 mit dem Schauspieler Yves Brainville verheiratet. Zwischen 1959 und 1964 bekam das Paar drei Töchter.
Nach ihrer Laufbahn als Bühnenschauspielerin war Léone Nogarède als Kunstkritikerin tätig. 1988 wurde sie zur Generalsekretärin der Association Internationale des Critiques d’Art ernannt. 1993 trat Nogarède wegen des Gesundheitszustands ihres Mannes von diesem Posten zurück. Er starb noch im selben Jahr. 2010 trat Léone Nogarède nach mehr als fünfzig Jahren Abstinenz von der Bühne wieder beim Festival von Avignon in einem Stück ihrer Tochter Olivia Grandville auf. 

## Theatrografie (Auswahl)
- 1946: La Folle de Chaillot von Jean Giraudoux, Théâtre de l'Athénée (Regie: Louis Jouvet)
- 1947: Richard II. von William Shakespeare, Festival von Avignon (Regie: Jean Vilar)
- 1948: Dantons Tod von Georg Büchner, Festival von Avignon (Regie: Jean Vilar)
- 1949: Ödipus von André Gide, Festival von Avignon (Regie: Jean Vilar)

## Filmografie
- 1948: Le Destin exécrable de Guillemette Babin
- 1950: Cartouche, roi de Paris